# ベレロフォン (小惑星)
ベレロフォン (1808 Bellerophon) は、小惑星帯に位置する小惑星。パロマー天文台のトム・ゲーレルスと、ライデン天文台のファン・ハウテン夫妻が発見した。
ギリシア神話のコリントスの英雄で、ポセイドンの子だったとされるベレロポン（英語読みはベレロフォン）に因んで命名された。